# Nicolás Sánchez (rugbista)
Federico Nicolás Sánchez (San Miguel de Tucumán, 26 ottobre 1988) è un rugbista a 15 argentino, mediano d'apertura dello Stade français in Top 14.

## Biografia
Proveniente dalle giovanili del Tucumán Lawn Tennis Club, Nicolás Sánchez ha rappresentato a livello di campionato argentino la sua unione provinciale di nascita, con la quale ha vinto il torneo nel 2010 grazie a suoi 14 punti nella gara di finale contro Rosario.
Inserito nella formazione dei Pampas XV, squadra argentina che disputa la sudafricana Vodacom Cup, ha vinto anche tale torneo, battendo in finale i Blue Bulls, senza riportare una sconfitta.
A livello internazionale milita nella Nazionale argentina nella quale esordì nel corso del campionato sudamericano 2010 contro l'Uruguay; prese anche parte alla Coppa del Mondo di rugby 2011 con un solo incontro, con la Romania.
Nell'estate 2011 ha firmato con i francesi del Bordeaux-Bègles un contratto di un anno, poi prolungato, sulla fiducia dopo un solo incontro disputato, a tre anni in corso di stagione, dal momento che Sánchez è stato largamente indisponibile a causa di un infortunio alla caviglia.

## Palmarès
- Campionati sudamericani: 1
Argentina: 2010
- Champions Cup: 1
Tolone: 2014-15
- Campionati argentini: 1
Tucumán: 2010
- Vodacom Cup: 1
Pampas XV: 2011